# Tokyo Vice
Tokyo Vice è una serie televisiva statunitense creata da J. T. Rogers e trasmessa su HBO Max dal 2022 al 2024 nel corso di due stagioni. È liberamente ispirata all'omonimo libro di memorie del giornalista Jake Adelstein.

## Trama
Nel 1999, il giornalista americano Jake Adelstein si trasferisce a Tokyo, diventando il primo cronista di nera straniero nella redazione dello Yomiuri Shinbun, il quotidiano più diffuso del Giappone. Lavorando a stretto contatto con il dipartimento di polizia di Tokyo, Jake si rende presto conto che la linea editoriale del giornale sottovaluta l'influenza criminale esercitata dalla yakuza nella politica e traffici illeciti della metropoli.

## Episodi
| Stagione         | Episodi | Prima TV USA | Prima TV Italia |
| ---------------- | ------- | ------------ | --------------- |
| Prima stagione   | 8       | 2022         | 2022            |
| Seconda stagione | 10      | 2024         | inedita         |

## Personaggi e interpreti

### Principali
- Jake Adelstein (stagioni 1-2), interpretato da Ansel Elgort e doppiato da Stefano Broccoletti.

Un giornalista del Missouri arrivato a Tokyo che indaga sulla yakuza.
- Hiroto Katagiri (stagioni 1-2), interpretato da Ken Watanabe e doppiato da Alberto Angrisano.

Un ispettore del Dipartimento della Polizia metropolitana di Tokyo che si occupa di criminalità organizzata, che fa da guida e figura paterna per Jake.
- Samantha Porter (stagioni 1-2), interpretata da Rachel Keller e doppiata da Francesca Manicone.

Una ragazza americana che lavora come hostess all'Onyx Club, un host club frequentato dagli yakuza nel quartiere di Kabukichō.
- Jin Miyamoto (stagione 1; guest stagione 2), interpretato da Hideaki Itō e doppiato da Edoardo Stoppacciaro.

Un ispettore della buoncostume segretamente sul libro paga della yakuza che è il primo contatto di Jake con la polizia di Tokyo.
- Akiro Sato (stagioni 1-2), interpretato da Show Kasamatsu e doppiato da Alessandro Campaiola.

Un giovane membro del clan yakuza Chihara-kai deputato a riscuotere il pizzo nella zona dell'Onyx Club e che fa anche da protettore a Samantha, pur essendone segretamente innamorato e pentendosi della propria scelta di vita.
- Polina (stagione 1; guest stagione 2), interpretata da Ella Rumpf e doppiata da Ludovica Bebi.

Un'immigrata dell'Europa dell'Est venuta a Tokyo per fare la modella, ma anche lei finita a lavorare come hostess assieme a Samantha.
- Emi Maruyama (stagioni 1-2), interpretata da Rinko Kikuchi e doppiata da Chiara Oliviero.

La supervisora di Jake in redazione e una reporter di vecchia data del Mainichi Shinbun.
- Akira (stagioni 1-2), interpretato da Tomohisa Yamashita e doppiato da Davide Perino.

Il fidanzato di Polina.
- Shoko Nagata (stagione 2), interpretato da Miki Maya.

Il nuovo ispettore dell'Agenzia nazionale di polizia.
- Naoki Hayama (stagione 2), interpretato da Yōsuke Kubozuka.

Un membro di spicco del clan Chihara-kai, rilasciato di prigione dopo sette anni.

## Distribuzione
La prima stagione è stata trasmessa su HBO Max dal 7 al 28 aprile 2022, con due episodi a cadenza settimanale, ad eccezione dei primi tre, distribuiti assieme. La seconda stagione è stata trasmessa dall'8 febbraio al 4 aprile 2024. L'8 giugno 2024, HBO ha annunciato la cancellazione della serie.